# Hingaahuraa
Hingaahuraa (ou Hingaakulhi) est une petite île inhabitée des Maldives.

## Géographie
Hingaahuraa est située dans le centre des Maldives, à l'Est de l'atoll Felidhu, dans la subdivision de Vaavu.